# Stadion Spartak w Nowosybirsku
Stadion Spartak – wielofunkcyjny stadion w Nowosybirsku, w Rosji. Obiekt może pomieścić 12 500 widzów. Został otwarty w 1927 roku i od tego czasu był kilkakrotnie przebudowywany. Swoje mecze rozgrywa na nim drużyna Sibir Nowosybirsk.